# Полони, Винченца Мария
Блаженная Винче́нца (Вике́нтия) Мари́я (итал. Vincenza Maria), в миру Луи́джа Поло́ни (итал. Luigia Poloni, 26 января 1802, Верона, Венецианская провинция — 11 ноября 1855, Верона, Ломбардо-Венецианское королевство) — итальянская католическая монахиня, соучредительница монашеской конгрегации «Сёстры милосердия Вероны» (итал. Sorelle della Misericordia; лат. Institutum Sororum a Misericordia Veronensium; I.S.M.), которую она основала совместно с Карлом Штеебом.
Причислена к лику блаженных в 2008 году.

## Биография
Родилась 26 января 1802 году в Вероне, самая младшая из двенадцати детей Гаэтано Полони и Маргериты Биадего. Была крещена в церкви Санта Мария Антика через несколько часов после рождения как Мария Луиджа Франческа. Выросла в христианской среде и занималась благотворительностью, следуя по стопам своего отца, который был волонтёром.
Полони познакомилась со священником Карлом Штеебом, который стал ей другом и доверенным лицом. Вместе они основали религиозную конгрегацию «Сёстры милосердия Вероны». Они принесла монашеское обеты 10 сентября 1848 года, приняв имя Мария Винченца. Они стремились к тому, чтобы новая община распространяла милосердную любовь Иисуса Христа. Полони считала, что благотворительность должна быть одним из главных приоритетов в жизни. Она поставила себе целью навещать всех больных и сирот, считала своим долгом утешать их и помогать им, показывая им любовь Христа. Она также работала с бедными, о которых говорила следующее: «Нищие — наши господа».
У Полони обнаружилась опухоль, которая медленно её пожирала. Она перенесла операцию, чтобы облегчить боль, однако монахине не стало лучше. Она скончалась 11 ноября 1855 года.
Конгрегация, основанная Полони и Штеебом, распространилась далеко за пределы Вероны: в Португалию, Танзанию, а также другие страны на всех континентах.

## Почитание
12 марта 1990 года Полони присвоили титул слуги Божией. 28 апреля 2006 года папа Бенедикт XVI признал её героическую добродетель и объявил Полони досточтимой. Беатифицирована 21 сентября 2008 года в Вероне кардиналом Анджело Амато от имени папы. Второе чудо, необходимое для канонизации, было одобрено папой Франциском 27 января 2025 года.
День памяти — 11 ноября.